# Basawan

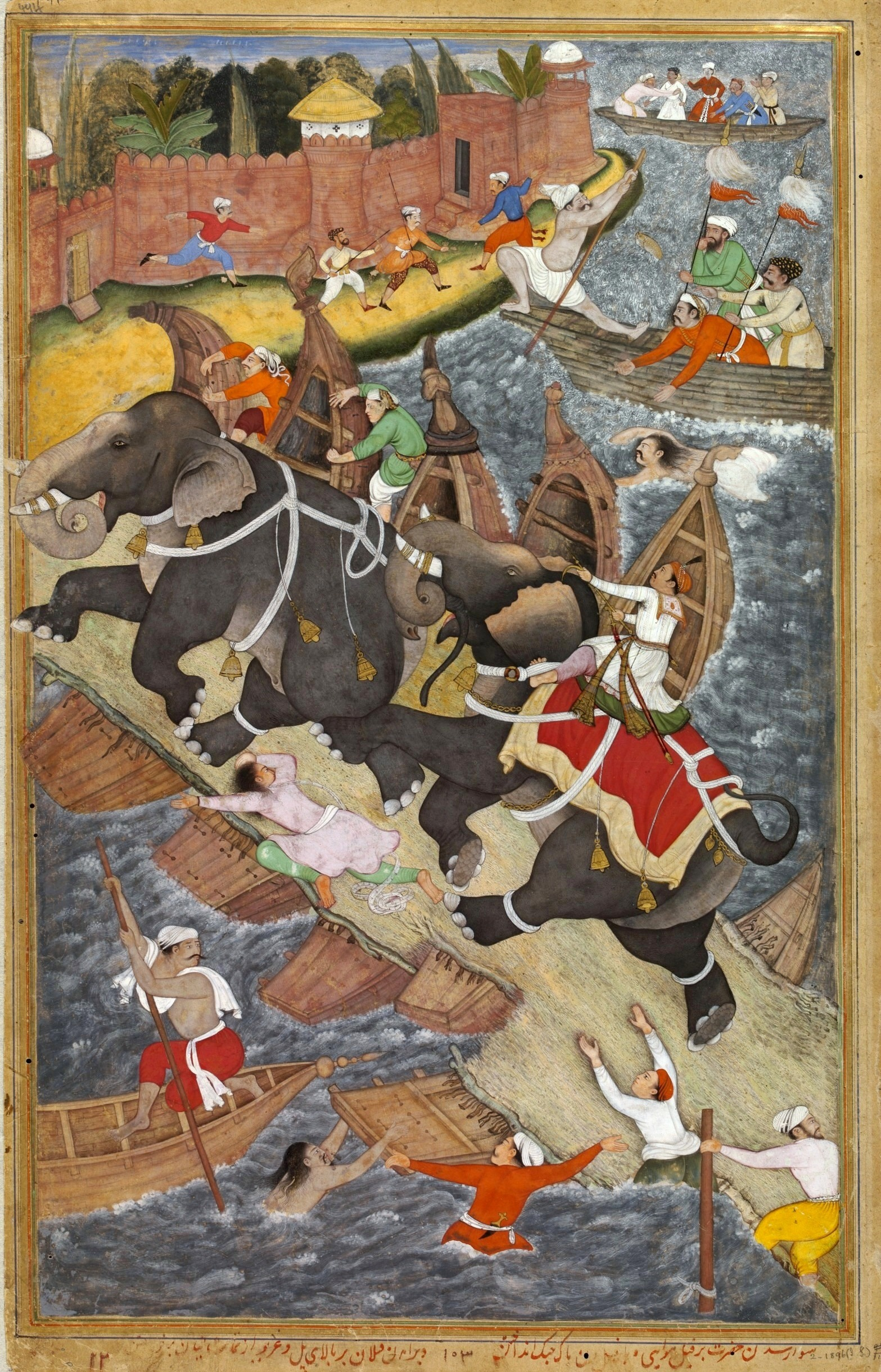
Basawan: Akbar krotí divokého slona Hawaie (33×20 cm) ilustrace z knihy Akbarnáma cca 1590

Basawan (asi 1556–1600) byl hinduistický malíř miniatur, který vytvářel bohatě ilustrované rukopisy z doby vlády mughalské dynastie. Je považován za tvůrce nového indického umění. V jeho díle jsou spojeny vlivy indické, perské a evropské malby. Je charakteristické působivým zobrazením dramatických příběhů s barevnými kontrasty, živými detaily a smyslem pro perspektivu.

## Život a dílo
O jeho životě se ví velmi málo. Podle jména se usuzuje, že pocházel z etnické skupiny Ahirů z nynějšího území Uttarpradéš. Stal se malířem u dvora císaře Akbara Velikého v Dillí, kde se soustředila řada umělců především ze severní Indie. Pokračoval v práci po svém učiteli, známém malíři miniatur Abd al-Samadovi. Basawanovi je připisováno více než 100 obrázků, většinou ilustrací v rukopisech. Výzdoba rukopisů byla většinou kolektivní prací pod vedením mistra, který určoval hlavní zaměření a kompozici. Ostatní specialisté měli na starosti barevnost, kresbu obličejů a podobně. Basawan byl především kreslíř, na kolorování spolupracoval s dalšími umělci. Patřil však mezi přední umělce. Spolupracoval na všech velkých projektech Akbarovy umělecké dílny v letech 1560–1600. Mezi pracemi, které jsou s určitostí připisovány Basawanovi, jsou ilustrace ke knize Razmnama (asi 1582–1586), pro kterou vytvořil 33 obrázků, Timurnama (asi 1584) s jeho třinácti miniaturami a Akbarnama. Klíčový byl jeho podíl zejména na největším projektu Hamzanama – historie Amira Hamzy, strýce proroka Mohameda. Kniha vyšla ve čtrnácti svazcích a v každém bylo 100 miniatur, většina z nich se však časem ztratila.
Basawan byl jedním z prvních indických umělců, kteří se zajímali o evropské vlivy v malbě, které na Akbarův dvůr přinesli křesťanští misionáři po roce 1580. Západní vliv malby se projevuje hlavně ve využívání světla a stínu, i když celkové vyznění díla je veskrze indické. Je pro něho typické prostorové uspořádání, hloubka a pozadí, barevnost s ztvárnění pohybu jednotlivých postav či zvířat. Perský vliv je zřejmý na obrázku Ďábel, zloděj a pobožný člověk z rukopisu Anvar-i Suchaili (1570–1571), což je podobenství o oddaném laikovi, kterého nejprve podvedl zloděj a potom ďábel. V pozdějším období, po roce 1590 Basawan pracoval na výzdobě knihy Akbarnama, která je kronikou vlády císaře Akbara a obsahuje celkem 116 miniatur od mnoha umělců. Z množství jeho ilustrací vyniká miniatura s názvem Akbarova dobrodružství se slonem Hawa´i. Scéna, v níž císař Akbar na slonu pronásleduje dalšího slona, se odehrává na mostě k pevnosti, který se pod vahou zvířete prolomil. Umělec na ní vyjádřil rozličné lidské postavy, které jsou svědky vzrušující podívané. Podobné téma je na další miniatuře z této knihy: Akbar sleduje bitvu asketů u Thanesaru, v níž se umělci podařilo zobrazit nejen samotný zuřivý boj, ale prostřednictvím mimiky a výrazu také pocity účastníků bitvy. Je to důkaz, že Basawan uměl zobrazit i bojové scény, přestože nepatřily k jeho oblíbeným tématům.
Evropský vliv je patrný např. na miniatuře s názvem Muslimský poutník dostává poučení od bráhmana z rukopisu Hamza (Quintet) (1596–1597) podle básníka Amíra Dihlávího. Scéna se dvěma postavami je spojena hlubokou perspektivou s pozadím, které tvoří krajina s mostem, stromy a stavbami.
Zcela samostatné dílo mohl umělec vytvořit jen nezávisle na knize. Jedním z takových Basawanových obrázků je Let ptáka Simurga (kolem roku 1590), ve kterém spojil krásu přírody s fantastickým příběhem na téma Nizámího básně. Pomocí nelineárních perspektivních technik vyjádřil hloubku prostoru.

## Galerie

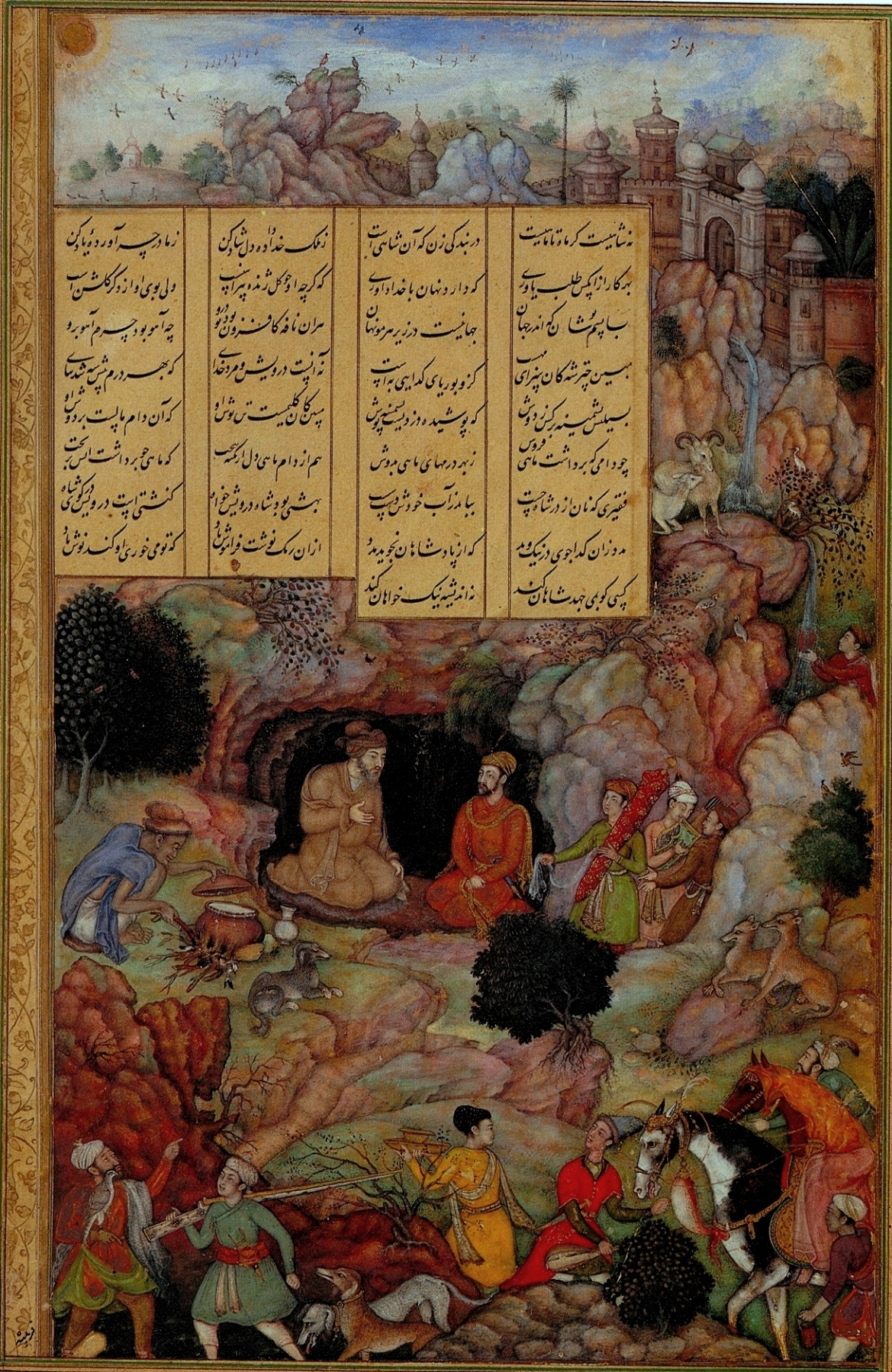
Alexandr navštěvuje filozofa Platona v jeho jeskyni v horách – ilustrace z rukopisu Hamza (Quintet) 1597–1598
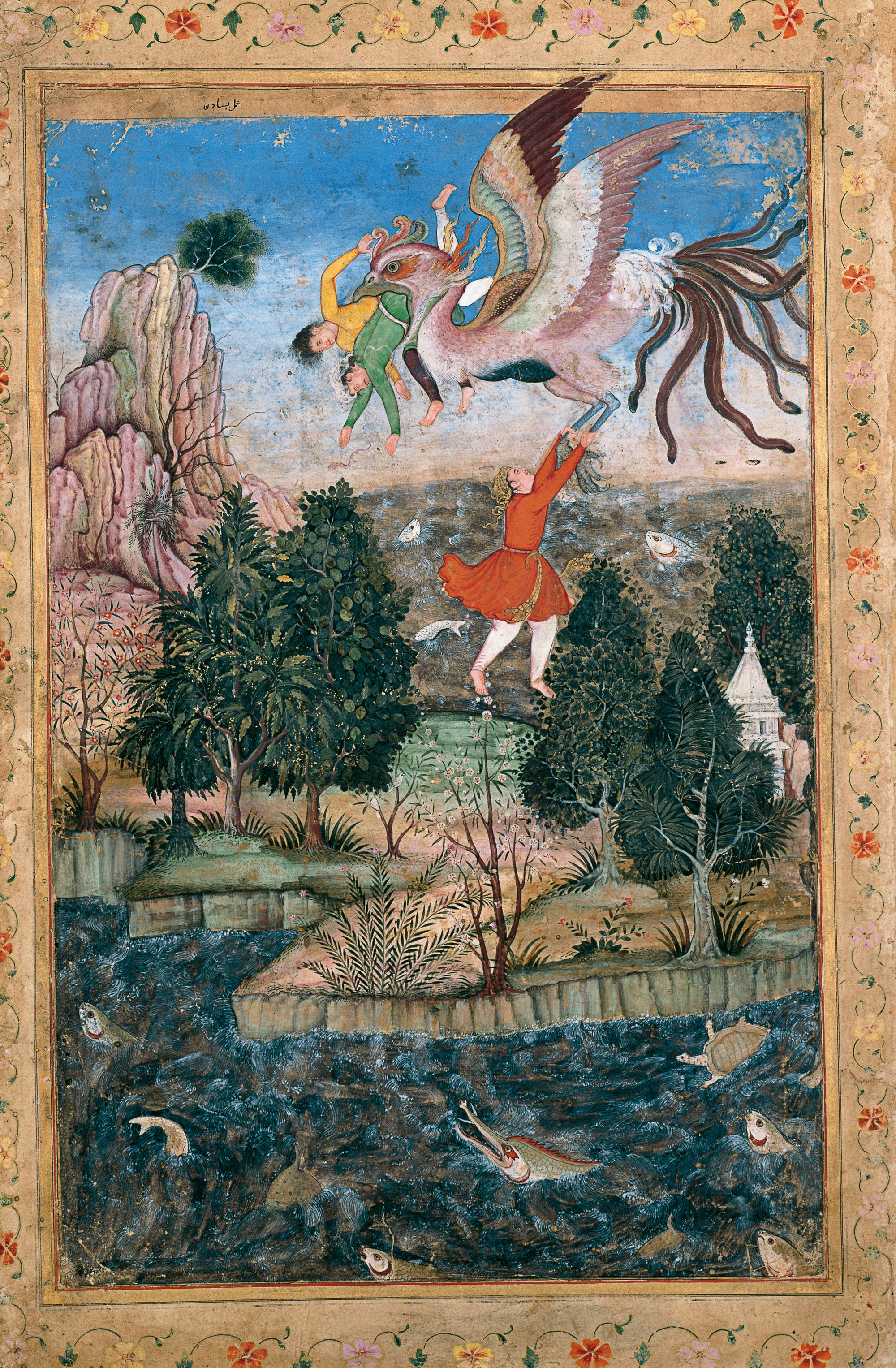
Let ptáka Simurga, asi 1590
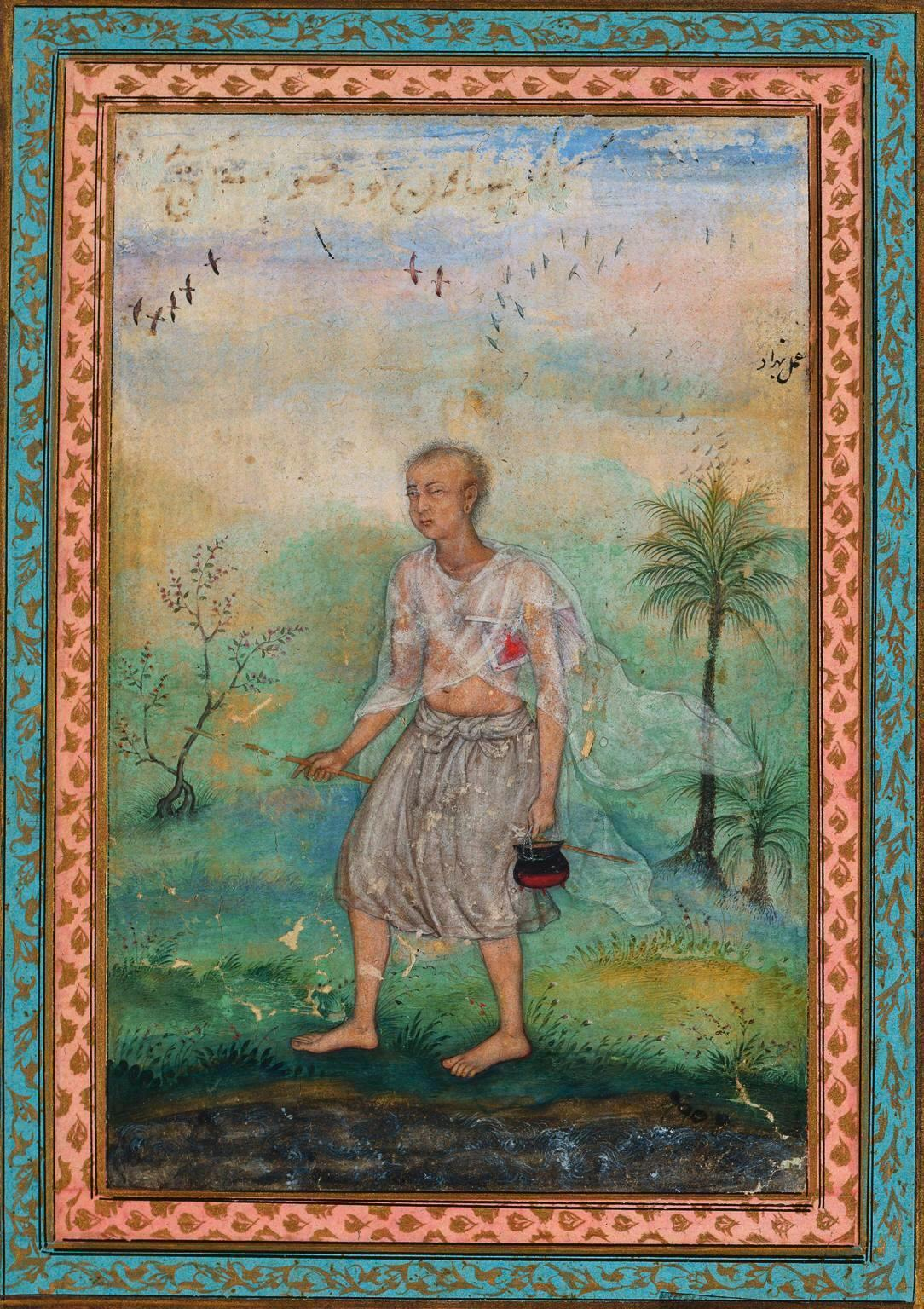
Džinista kráčí podél břehu řeky, asi 1600
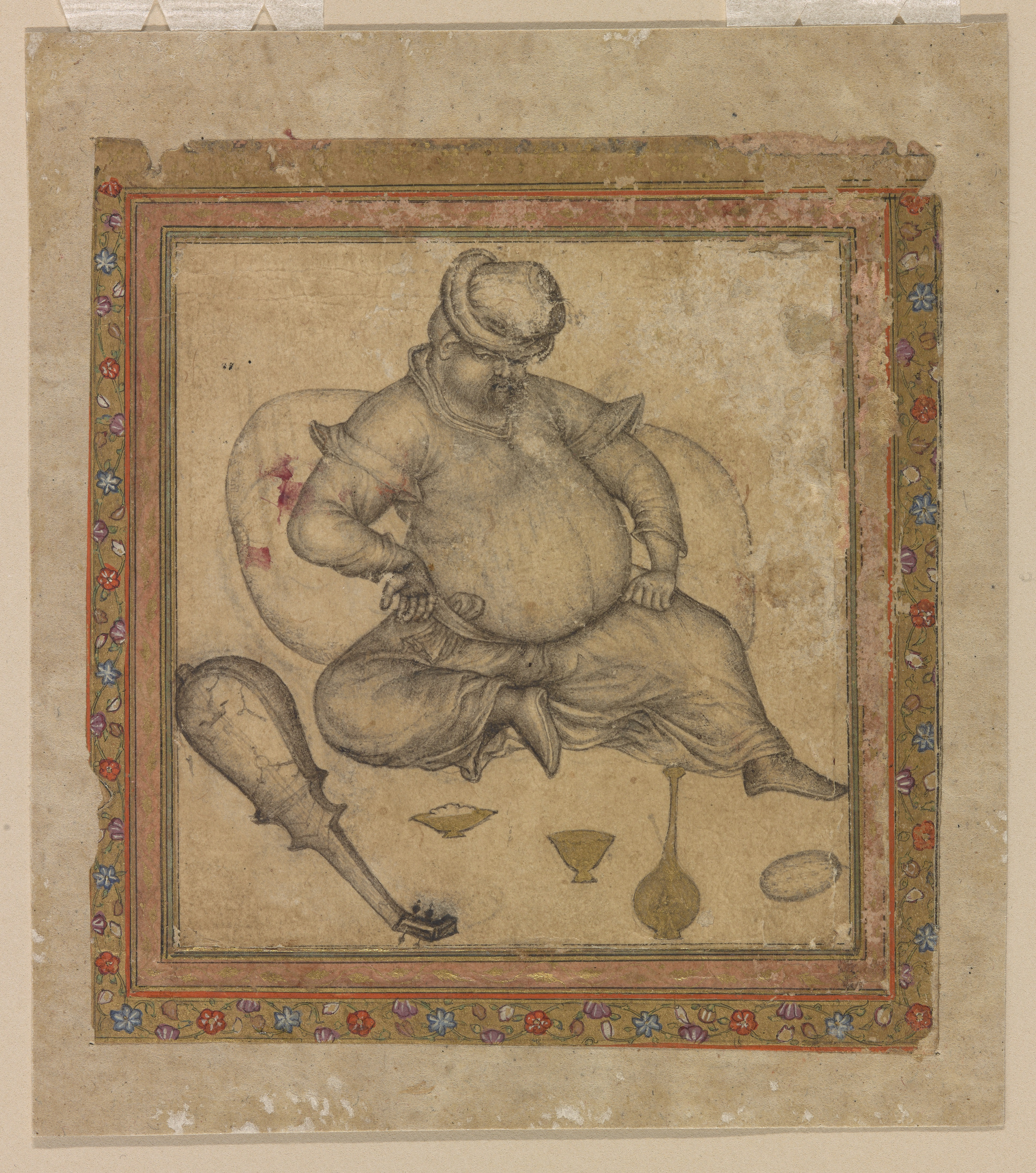
Opilý Evropan sedí na zemi, asi 1580–1585
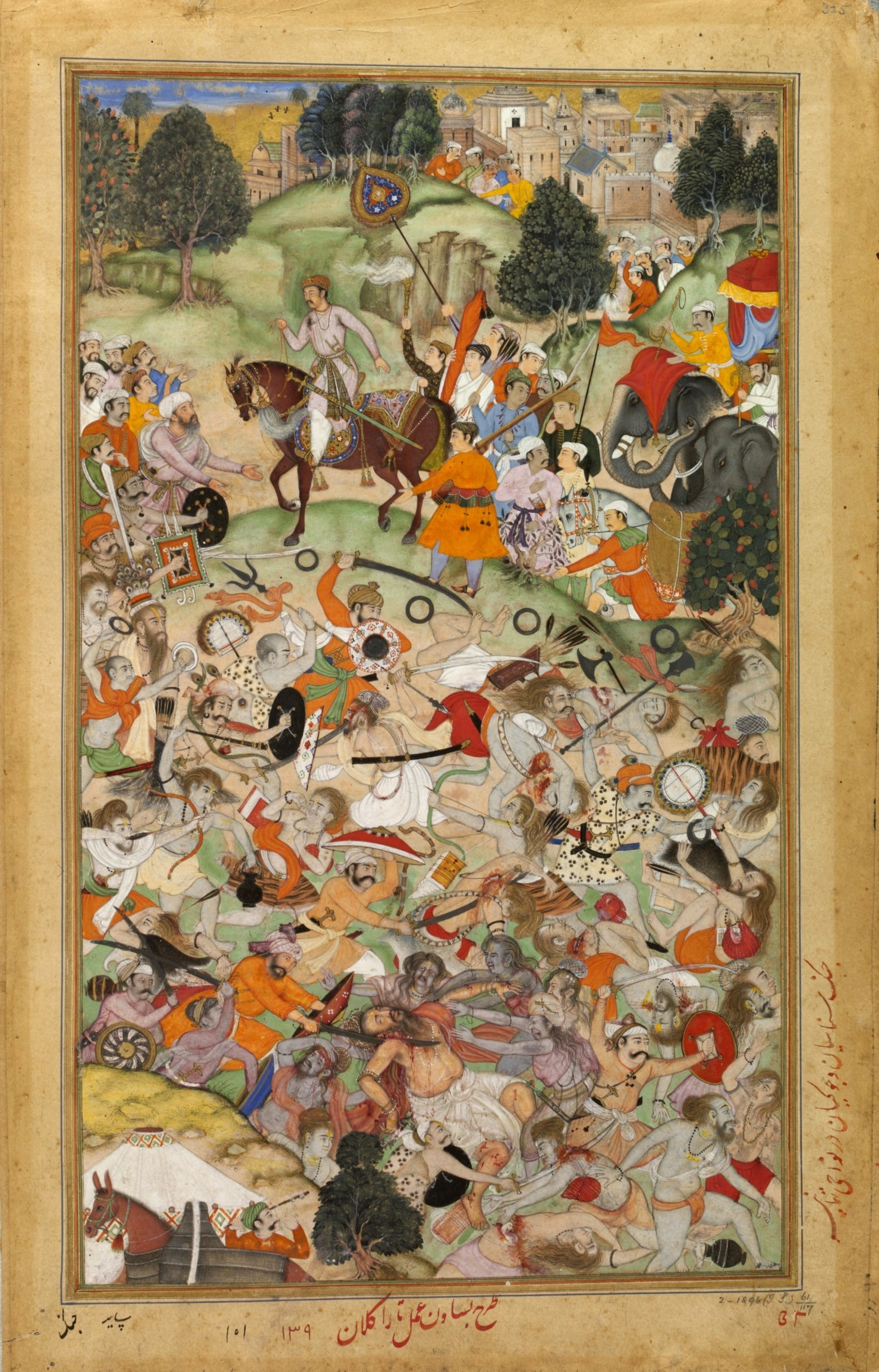
Bitva asketů, z rukopisu Akbarnama, asi 1590
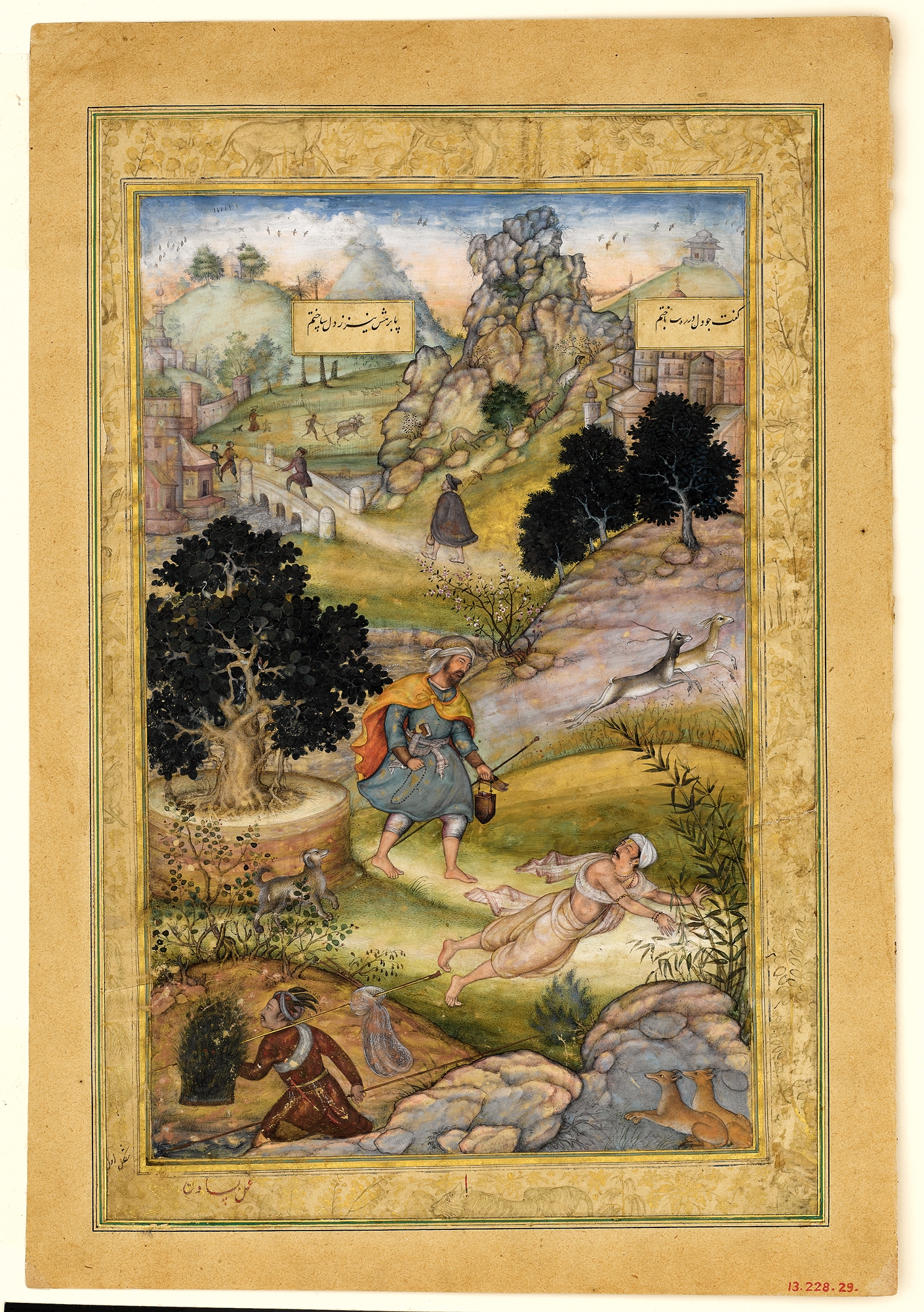
Muslimský poutník přijímá poučení od Bráhmana – ilustrace z rukopisu Hamza (Quintet) 1596–1597
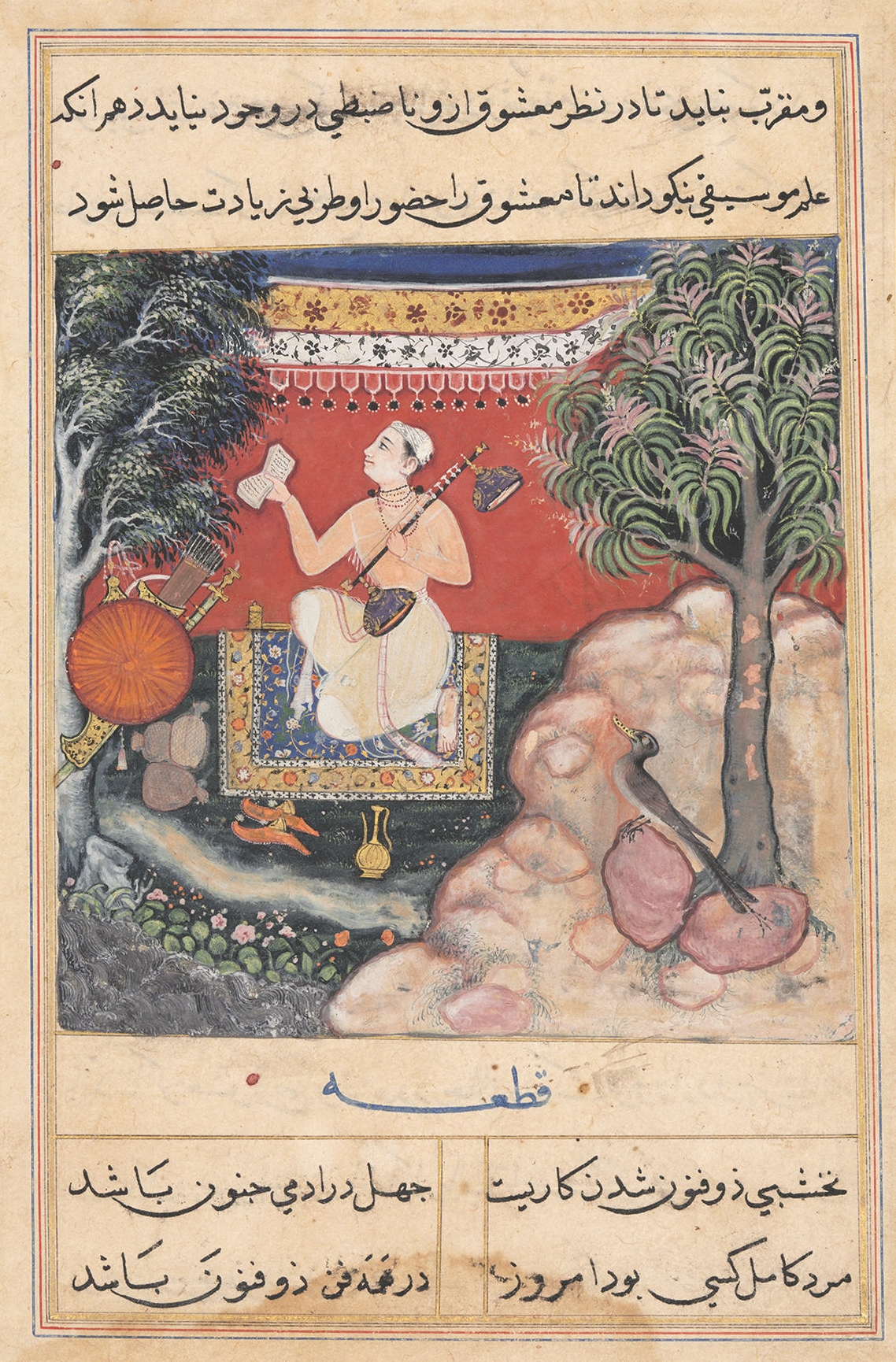
Původ hudby, ilustrace z rukopisu Tutinama, 1560–1565